# (4631) Yabu
(4631) Yabu es un asteroide perteneciente al cinturón de asteroides, descubierto el 22 de noviembre de 1987 por Seiji Ueda y el astrónomo Hiroshi Kaneda desde el Kushiro Marsh Observatory, Hokkaido, Japón.

## Designación y nombre
Designado provisionalmente como 1987 WE1. Fue nombrado Yabu en honor al astrónomo japonés Yasuo Yabu, vicepresidente de la Sociedad Nippon Meteor y editor de su Circular Astronómico desde el año 1969.

## Características orbitales
Yabu está situado a una distancia media del Sol de 2,233 ua, pudiendo alejarse hasta 2,511 ua y acercarse hasta 1,956 ua. Su excentricidad es 0,124 y la inclinación orbital 7,414 grados. Emplea 1219 días en completar una órbita alrededor del Sol.

## Características físicas
La magnitud absoluta de Yabu es 13,2. Tiene 5,454 km de diámetro y su albedo se estima en 0,311.